# 田上大水神社
田上大水神社（たのえおおみずじんじゃ）は、伊勢神宮豊受大神宮（外宮）の摂社。外宮の摂社16社のうち第5位である。本記事では田上大水神社と同じ社地にあり、外宮摂社のうち第6位である田上大水御前神社（たのえおおみずみまえじんじゃ）についても記述する。
両社の祭神は、外宮神官家の祖先であり、父子であるとされる。

## 概要
三重県伊勢市藤里町に鎮座する。外宮宮域・高倉山に鎮座する山末神社の南に位置する。周辺は宅地化が進んでいるが、かつては水田が広がり、神社境内の森は現今より目立っていた。付近には宮崎氏神社跡や山宮祭場跡など度会氏にまつわる史跡がある。鎮座地の丘は濠に囲まれ、東西22m、南北43m、比高5.5mである。宮域面積は約1,133m2。
田上大水神社と田上大水御前神社の社殿は同じ玉垣の中に鎮座する。社殿正面に向って左側面に鎮座するのが田上大水御前神社である。社殿は神明造の板葺で、田上大水神社は南向き、田上大水御前神社は東向きに建てられている。賽銭箱は置かれていない。周辺住民からは「丸山さん」、「車塚」と呼ばれ、親しまれる。社地は「車塚一号墳」という名の古墳であり、前方後円墳だとされる。ただし、古墳は原形をとどめていない。御所車に形が似ていることから「車塚」と呼ばれる。
社名が長いことや、大間国生神社が「大間社」と「国生社」の2所からなることから、「田上」と「大水」の2所からなるとする古書（『伊勢二所太神宮神名秘書』など）もあるが、これは誤りである。

## 祭神
田上大水神社の祭神は小事神主（おごとかんぬし）。外宮の世襲神主であった度会氏の祖先であるとされる。『度会縣宮社検査録』などの明治期の文献では祭神を不詳とするものが多い。
田上大水御前神社の祭神は、小事神主の娘であり、斎王に奉仕したとされる宮子（みやこ）。
社名から推測できるように、元は水の神であったのではないかとされる。

## 歴史
伊勢神宮の摂社の定義より『延喜式神名帳』成立、すなわち延長5年（927年）以前に創建された。また、『止由気宮儀式帳』にも記載があることから延暦23年（804年）以前から存在したことになる。社名は『延喜式神名帳』では「田上大水神社」、『止由気宮儀式帳』では「田上神社」と記す。
中世の末には祭祀が行われなくなる。権禰宜の出口延良（度会延良）が承応元年（1652年）に度会四門の氏人らとともに再建した。この後の大宮司・河邊精長（大中臣精長）による他の摂社の再興事業は、田上大水神社の再興に大きな影響を与えた。こうした再興の経緯により、明治初期の神宮改正まで氏人によって社殿の造り替えが続けられた。
社殿は1923年（大正12年）3月に建て替えられている。また1958年（昭和33年）12月にも建て替えが行われ、1979年（昭和54年）9月20日に大修繕が施された。

## 交通
- 三重交通バス「庁舎前」バス停より徒歩約3分（約300m）。
- 伊勢自動車道伊勢西ICより三重県道32号伊勢磯部線（御木本道路）を北上、「県庁舎前」交差点を左折、約2分（約1km）。付近に駐車場はない。

山末神社から
- 神社の入り口から南下し、木材置き場の前の交差点を左折、その先の園芸店（農業屋ガーデンセンター藤里店）を左折、勢田川に沿って歩くと左手の森の中に神社がある[2]。